# 345P/LINEAR
345P/LINEAR è una cometa periodica appartenente alla famiglia delle comete della fascia principale.

## Storia della scoperta
Scoperta inizialmente il 2 settembre 2008, fu ritenuta un asteroide. È stata riscoperta casualmente il 29 agosto 2016, fatto che ha permesso di numerarla definitivamente.